# Gerd Zewe
Gerd Zewe (* 13. června 1950, Stennweiler) je bývalý německý fotbalista, obránce. Po skončení aktivní kariéry působil jako trenér.

## Fotbalová kariéra
Začínal v týmu Borussia Neunkirchen. V Bundeslize hrál za tým Fortuna Düsseldorf, nastoupil ve 440 ligových utkáních a dal 42 gólů. V letech 1979 a 1980 vyhrál s týmem německý fotbalový pohár. Kariéru končil v týmu Würzburger Kickers. V Poháru vítězů pohárů nastoupil v 17 utkáních a dal 1 gól a Poháru UEFA nastoupil ve 12 utkáních a dal 1 gól. Za západoněmeckou reprezentaci nastoupil v letech 1978–1979 ve 4 utkáních. Byl členem západoněmecké reprezentace na Mistrovství světa ve fotbale 1978, ale v utkání nenastoupil.

## Ligová bilance
| Ročník                                    | Zápasy | Góly | Klub                 |
| ----------------------------------------- | ------ | ---- | -------------------- |
| 2. německá fotbalová Bundesliga 1969/1970 | 22     | 0    | Borussie Neunkirchen |
| 2. německá fotbalová Bundesliga 1971/1971 | 30     | 1    | Borussie Neunkirchen |
| 2. německá fotbalová Bundesliga 1971/1972 | 30     | 5    | Borussie Neunkirchen |
| Německá fotbalová Bundesliga 1972/1973    | 34     | 9    | Fortuna Düsseldorf   |
| Německá fotbalová Bundesliga 1973/1974    | 33     | 4    | Fortuna Düsseldorf   |
| Německá fotbalová Bundesliga 1974/1975    | 32     | 4    | Fortuna Düsseldorf   |
| Německá fotbalová Bundesliga 1975/1976    | 34     | 0    | Fortuna Düsseldorf   |
| Německá fotbalová Bundesliga 1976/1977    | 25     | 3    | Fortuna Düsseldorf   |
| Německá fotbalová Bundesliga 1977/1978    | 33     | 3    | Fortuna Düsseldorf   |
| Německá fotbalová Bundesliga 1978/1979    | 29     | 1    | Fortuna Düsseldorf   |
| Německá fotbalová Bundesliga 1979/1980    | 33     | 5    | Fortuna Düsseldorf   |
| Německá fotbalová Bundesliga 1980/1981    | 25     | 2    | Fortuna Düsseldorf   |
| Německá fotbalová Bundesliga 1981/1982    | 22     | 1    | Fortuna Düsseldorf   |
| Německá fotbalová Bundesliga 1982/1983    | 34     | 1    | Fortuna Düsseldorf   |
| Německá fotbalová Bundesliga 1983/1984    | 34     | 6    | Fortuna Düsseldorf   |
| Německá fotbalová Bundesliga 1984/1985    | 32     | 2    | Fortuna Düsseldorf   |
| Německá fotbalová Bundesliga 1985/1986    | 25     | 1    | Fortuna Düsseldorf   |
| Německá fotbalová Bundesliga 1986/1987    | 15     | 0    | Fortuna Düsseldorf   |
| CELKEM Bundesliga                         | 440    | 42   |                      |